# Ategban
Albums de Vegedream
Marchand de sable
(2018) La boîte de Pandore
(2022)
Singles
1. Instagram (feat. Joé Dwèt Filé)
Sortie : 8 mars 2019
2. Calimero (feat. Dadju)
Sortie : 13 avril 2019
3. Elle est bonne sa mère (feat. Ninho)
Sortie : 31 mai 2019
4. Ibiza (feat. Jessica Aire, Anilson & Viélo)
Sortie : 24 juin 2019
5. Mes doutes
Sortie : 13 décembre 2019

Ategban est le deuxième album studio du rappeur Vegedream sorti le 12 juillet 2019.

## Clips vidéo
- Instagram (feat. Joé Dwèt Filé) : 15 mars 2019
- Calimero (feat. Dadju) : 12 avril 2019
- Elle est bonne sa mère (feat. Ninho) : 5 juin 2019
- Ibiza (feat. Jessica Aire, Anilson & Viélo) : 24 juin 2019
- Personne (feat. Damso) : 16 juillet 2019
- Tu m'as menti : 9 août 2019
- Bad boy : 14 novembre 2019
- Mes doutes : 13 décembre 2019

## Accueil

### Classements hebdomadaires
| Classements (2019-2020)      | Meilleure position |
| ---------------------------- | ------------------ |
| Belgique (Wallonie Ultratop) | 29                 |
| France (SNEP)                | 9                  |
| Suisse (Schweizer Hitparade) | 45                 |
| Suisse (Charts Romandie)     | 45                 |

### Certifications
| Région                                                                                                 | Certification | Ventes/Streams |
| --- | ------------- | -------------- |
| France (SNEP)                                                                                          | Platine       | 100 000*       |
| *Ventes selon la certification ^Mise en rayon selon la certification xNon précisé par la certification |               |                |

## Liste des pistes
| 1.  | Lagoh                                       | Vegedream                               | Shiruken Music, Evasao                                   | 2:09 |
| 2.  | Ma chérie                                   | Vegedream                               | Shiruken Music, DJ Kabongo, Evasao                       | 3:50 |
| 3.  | Elle est bonne sa mère (feat. Ninho)        | Vegedream, Ninho                        | DJ Kabongo, Evasao                                       | 3:16 |
| 4.  | El Chapo                                    | Vegedream                               | DJ Kabongo, Evasao                                       | 3:26 |
| 5.  | Bad boy                                     | Vegedream                               | Evasao, Laconi                                           | 3:31 |
| 6.  | Obscure 2                                   | Vegedream                               | Joé Dwèt Filé                                            | 5:18 |
| 7.  | Grâce à Dieu                                | Vegedream                               | Evasao, Acid                                             | 3:17 |
| 8.  | Personne (feat. Damso)                      | Vegedream, Damso                        | DJ Kabongo, Evasao, Berry Prod                           | 3:52 |
| 9.  | Ma parole                                   | Vegedream                               | DJ Kabongo, Evasao                                       | 3:11 |
| 10. | Tony Sossa                                  | Vegedream                               | DJ Kabongo, Evasao                                       | 2:47 |
| 11. | Du dégât                                    | Vegedream                               | Joé Dwèt Filé                                            | 2:58 |
| 12. | Pourquoi tu fais ça                         | Vegedream                               | DJ Erise                                                 | 3:01 |
| 13. | Hartchounimek                               | Vegedream                               | DJ Kabongo, Evasao                                       | 2:45 |
| 14. | Walou (feat. Aymane Serhani)                | Vegedream, Aymane Serhani               | Nordine Achalhi, Evasao                                  | 3:12 |
| 15. | Tchop (feat. RK & Alonzo)                   | Vegedream, RK, Alonzo                   | DJ Kabongo, Evasao                                       | 3:29 |
| 16. | Ibiza (feat. Jessica Aire, Anilson & Viélo) | Vegedream, Jessica Aire, Anilson, Viélo | DJ Anilson, DJ Vielo, Shiruken Music, DJ Kabongo, Evasao | 2:57 |
| 17. | Atalaku 2019                                | Vegedream                               | Shiruken Music                                           | 4:12 |
| 18. | Tu m'as menti                               | Vegedream                               | DJ Kabongo, Evasao, Noé Tin                              | 5:52 |
| 19. | Instagram (feat. Joé Dwèt Filé)             | Vegedream, Joé Dwèt Filé                | DJ Kabongo, Evasao                                       | 3:50 |
| 20. | Calimero (feat. Dadju)                      | Vegedream, Dadju                        | StillNaS, DJ Kabongo, Evasao                             | 3:41 |

| 21. | Mes doutes | Vegedream | Dany Synthé, DJ Kabongo, Evasao | 3:15 |
| 22. | Aalyah     | Vegedream | DJ Kabongo, Evasao              | 4:00 |

## Titres certifiés en France
- Elle est bonne sa mère (feat. Ninho)  Diamant[7]
- Personne (feat. Damso)  Or[8]